# لوسيوس ألين (سياسي)
لوسيوس ألين (بالإنجليزية: Lucius Allen) هو سياسي أمريكي، ولد في 13 فبراير 1816 بهامبورغ في الولايات المتحدة، وتوفي في 12 يناير 1895 في نفس البلد. انتخب عضو جمعية ولاية ويسكونسن.